# 데이킨 매슈스

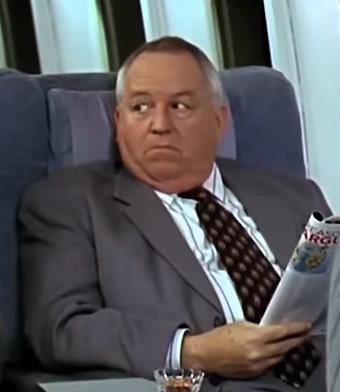

데이킨 매슈스(Dakin Matthews, 1940년 11월 7일 ~ )는 미국의 극작가, 무대 연출가, 교사, 배우, 성우이다.
오클랜드에서 태어났다.

## 출연 작품
- 스파이 브릿지 (2015년)
- 마이 일레븐스 (2014년)
- 더 이글 (2011년) - 클라루디루스 역
- 더 브레이브 (2010년) - 스톤힐 역
- 허프 (2004년)
- 잭 & 바비 (2004년)
- 파이팅 템테이션스 (2003년)
- 구피 무비 - X게임 대소동 (2000년)
- D-13 (2000년)
- 뮤즈(영어판) (1999년)
- 비상 계엄 (1998년)
- 러프 라이더스 (1997년)
- 빈 (1997년)
- 플러버 (1997년)
- 섹스, 살인 그리고 운명 (1995년)
- 바이러스 (1995년)
- 에너미 위딘 (1994년)
- 필사의 경주 (1994년)
- 백조 공주 (1994년)
- 앤 더 밴드 플레이드 온 (1993년)
- 알렉스 추락하다 (1993, Staying Afloat)
- 매혹의 여비서 (1993년)
- 첩보원 가족 (1993년)
- 리벌버 (1992년)
- 행복의 방정식 (1992년)
- 흑백 청춘 (1992년)
- 동기없는 살인 (1992년)
- 사탄의 인형 3 (1991년)
- 델마토드 살인 사건 (1991년)
- 죽음의 탈옥 (1991년)
- 다니엘 스틸 - 사랑의 변주곡 (1990년)
- 유령 아빠 (1990년)
- 뻔한 거짓말 (1989년)
- 블루스 브라더스 2 (1989년)
- 사랑의 행로 (1989년) - 찰리 역
- 재생자 (1988년)
- 유쾌한 농장 (1988년)
- 미완성 청춘 (1988년)
- 할리우드 차차차 (1988년)
- 하몬드가의 비밀 (1987년)
- 최후의 판결 (1987년)

### 텔레비전
- LA 로 (1986년)
- 위기의 주부들 (2004년)
- 길모어 걸스 (2000년)
- 닥터슬론 (1993년)
- 킹 오브 퀸즈 (1998년)